# Саранская улица (Москва)
Сара́нская у́лица — улица в Юго-Восточном административном округе города Москвы на территории района Выхино-Жулебино. Берёт начало от Привольной улицы и заканчивается на пересечении с улицей Генерала Кузнецова и 4-м Люберецким проездом у границы с городом Люберцы. С юга к улице примыкает Жулебинский бульвар. Продолжением улицы на территории Люберец является улица Кирова. Нумерация домов начинается от Привольной улицы.

## Происхождение названия
Улица названа в честь столицы республики Мордовия — города Саранска. Названа 17 января 1995 года. Бывший проектируемый проезд № 722.

## Общее описание
С южной стороны улицы расположен 3-й микрорайон Жулебино, застроенный многоэтажными панельными домами. С северной стороны находится лишь один жилой дом, в основном же улица проходит вдоль широкой прогулочной аллеи, двух церквей и остатков деревни Жулебино.

## Здания и сооружения
- №1 — деревянный храм святого праведного Иоанна Кронштадтского.
- Рядом с деревянным храмом долгое время строится новый храм Сретения Господня[2][3].

- Церковь праведного Иоанна Кронштадтского.
- Строящийся храм в честь Сретения Господня.

## Транспорт
Улица асфальтирована, по ней осуществляется двухполосное движение (по одной в каждую сторону); крайние правые полосы используются для стоянки автомобилей.

### Наземный транспорт
- Остановка «Саранская улица, 2»[4]
- Остановка «Саранская улица»

### Метро
Ближайшей станцией метро является станция «Жулебино», ближайший выход которой расположен примерно в 600 метрах от конца улицы. Также до улицы можно добраться пешком от станций метро «Лермонтовский проспект» и «Косино».

### Железнодорожный транспорт
Ближайшей железнодорожной платформой является «Ухтомская».